# Щавно-Здруй
Ща́вно-Здруй (пол. Szczawno-Zdrój, сил. Solice-Zdrůj, нем. Bad Salzbrunn) — город в Польше, входит в Нижнесилезское воеводство, Валбжихский повят. Имеет статус городской гмины. Занимает площадь 14,87 км². Население — 5680 человек (на 2016 год).

## История
Раньше город входил в состав Силезии и назывался Зальцбрунн (нем. Соляной источник).
7 августа 1820 в Щавно-Здруй скончался Юзеф Бенедикт Лончиньский.
Здесь, в июле 1847 года В. Г. Белинский написал своё «Письмо к Гоголю». Оно стало фактически завещанием Белинского. Теперь на доме бывшей гостиницы «Мариенхоф» (улица Сенкевича, дом 27) висит мемориальная доска, открытая в 1965 году по инициативе польской общественности.

## Галерея

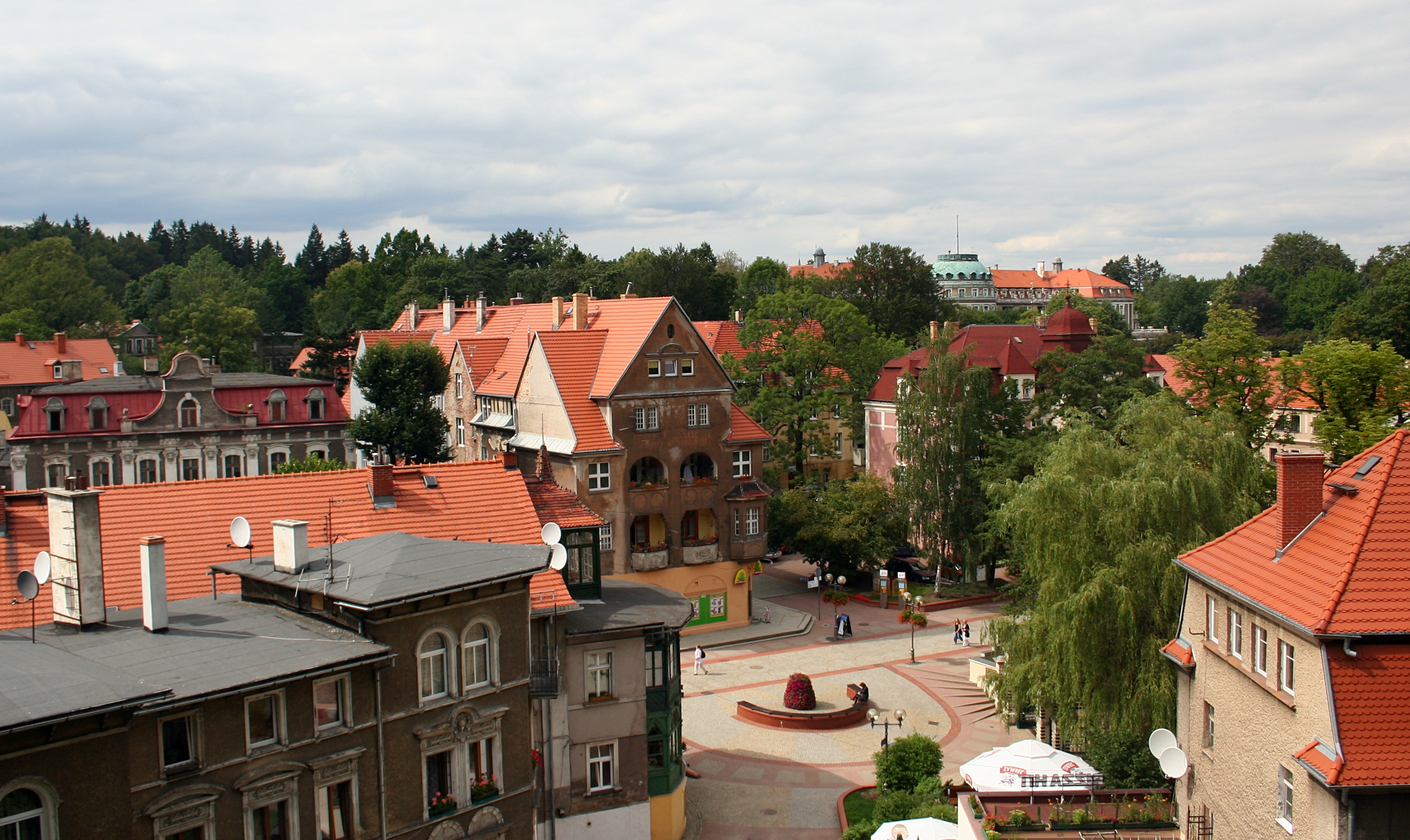
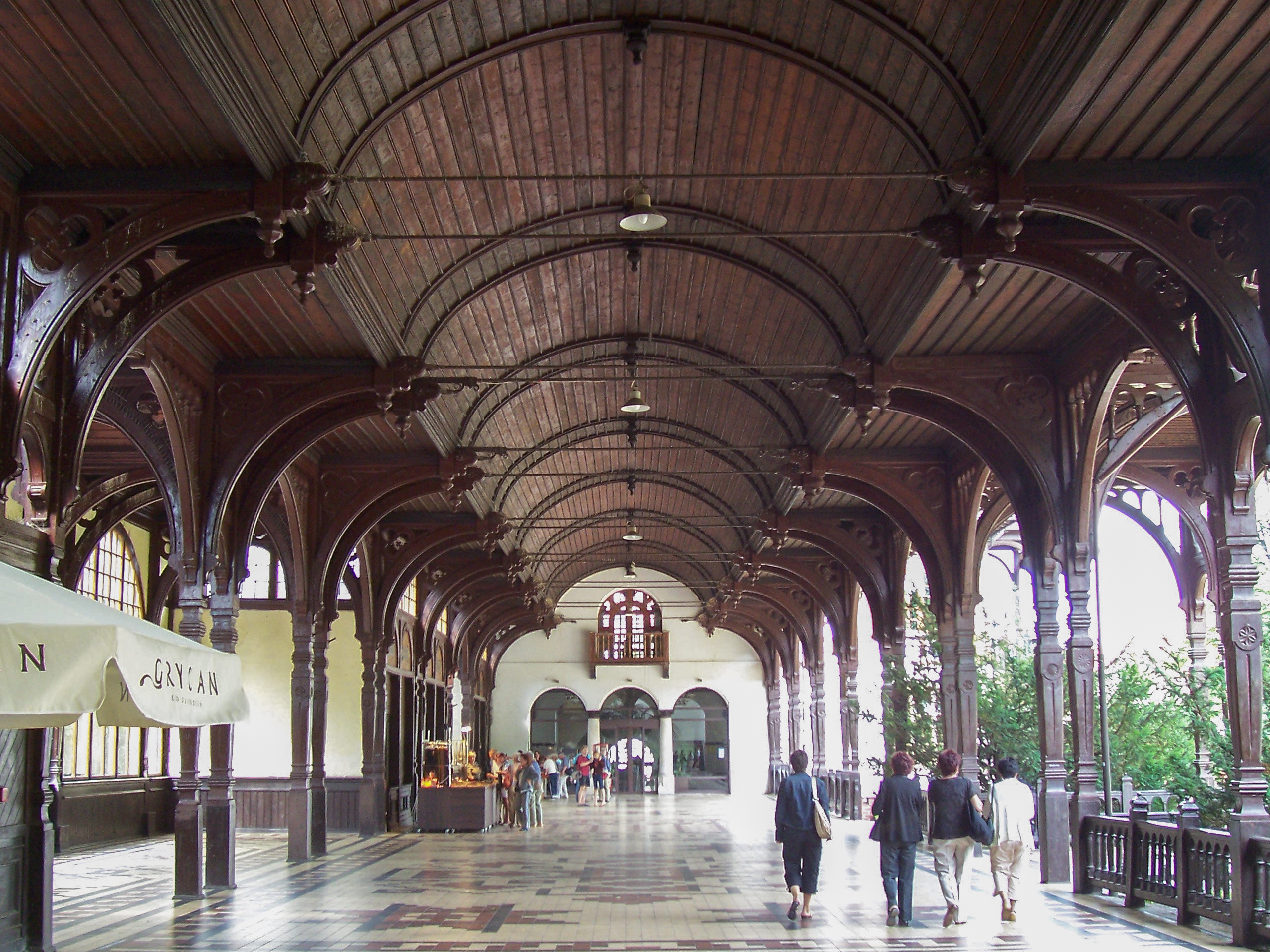